# Товарково (станция)
Товарково — железнодорожная станция в Богородицком районе Тульской области Московской железной дороги.
Станция была основана в 1874 году. Находится в поселке Товарковский. Данная станция относится к 4 классу, имеется одноэтажное здание вокзала.
Соседними станциями и остановочными пунктами являются 255 километр и 268 километр. Пригородные поезда по станции Товарково ходят по следующим направлениям: Ефремов-Узловая, Урванка-Ефремов и обратно.